# Воробьи (Торопецкий район)
Воробьи́ — деревня на юго-западе Торопецкого района Тверской области. Входит в состав Скворцовского сельского поселения.

## География
Деревня расположена в 22 км (по автодороге — в 30 км) к юго-западу от районного центра Торопец. С запада к Воробьям примыкает деревня Зуево.
Климат
Деревня, как и весь район, относится к умеренному поясу северного полушария и находится в области переходного климата от океанического к материковому. Лето с температурным режимом +15…+20 °С (днём +20…+25 °С), зима умеренно-морозная −10…−15 °С; при вторжении арктического воздуха до −30…-40 °С.
Среднегодовая скорость ветра 3,5—4,2 метра в секунду.
Часовой пояс
Деревня Воробьи, как и вся Тверская область находится в часовой зоне МСК (московское время). Смещение применяемого времени относительно UTC составляет +3:00.

## Этимология
Название деревни происходит от мужского личного имени Воробей, что означает «мужчина маленького роста».

## История
Деревня Воробьи впервые упоминается на топографической карте Фёдора Шуберта, изданной в 1861 году. Имела 2 двора.
В списке населённых мест Псковской губернии за 1885 год значится сельцо Воробьи. Располагалась при ключе в 28 километрах от уездного города. Входила в состав Плотиченской волости Торопецкого уезда. Имела 2 двора и 6 жителей.
На карте РККА 1923—1941 годов обозначена деревня Воробьи. Имела 6 дворов.
До 2005 года деревня входила в состав Пятницкого сельского округа.

## Население
Воробьи — второй по числу жителей населённый пункт Скворцовского сельского поселения.
| 1885 | 2002 | 2010 |
| ---- | ---- | ---- |
| 6    | 129  | 109  |